# بال‌پوست

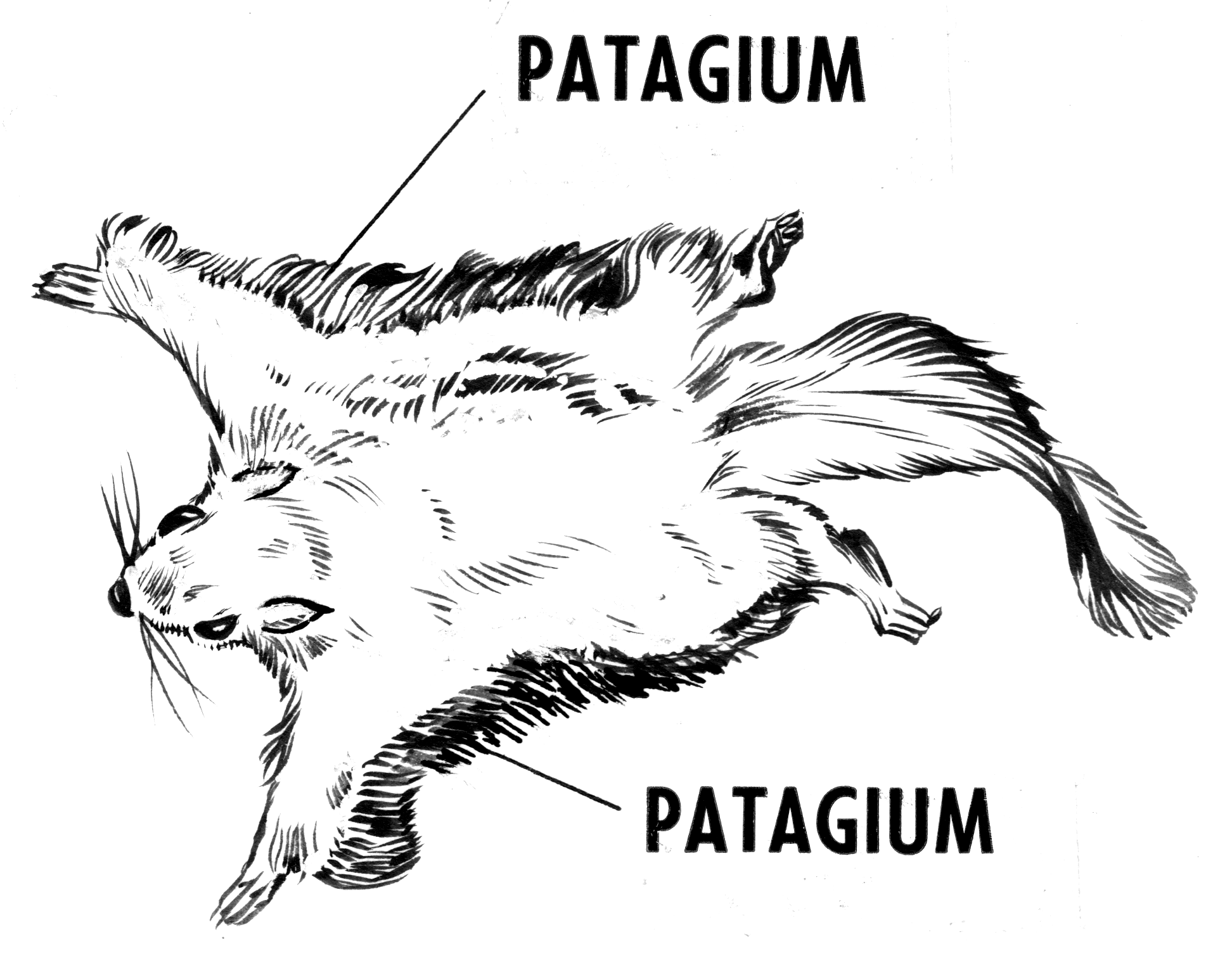
بال‌پوست یک سنجاب پرنده.

بال‌پوست (patagium) پوست نازک و انعطاف‌پذیری است که در برخی مهره‌داران فاصله میان دست و پاها را پوشانده و برای شناور ماندن در هوا به آن‌ها کمک می‌کند. بال‌پوست ساختارهای کمکی همچون استخوان‌های نگهدارنده بال ندارد.
بال‌پوست در اصل ادامه پوست شکم حیوان است که تا انگشتان یا دم امتداد پیدا کرده است.
از نمونه جانورانی که بال‌پوست دارد سنجاب پرنده است و این حیوان هنگام پریدن، دست‌ها و پاهایش را از هم باز می‌کند و در اثر فشار باد بر پوست نازک بین دودست و پایش می‌تواند مثل یک کایت در هوا شناور شود. طراحان لباس چتربازی از کالبدشناسی سنجاب‌های پرنده در طراحی لباس‌های پرشگران سقوط آزاد، الهام گرفته‌اند.

## در خفاش
بال‌پوست خفاش‌ها چهار بخش جداگانه دارد:
-   1. بال‌پوست پیشینPropatagium: از گردن تا انگشت اول.
  2. بال‌پوست میان‌انگشتی Dactylopatagium: بین انگشت‌ها
  3. بال‌پوست پهلویی Plagiopatagium: بین انگشت‌های آخر و پاها
  4. بال‌پوست دُمی Uropatagium: بین دو پا

## در پتروسور
بال‌پوست خزنده‌وارهای بال‌دار باستانی به نام پتروسور pterosaur سه بخش جدا داشت:
-   1. بال‌پوست پیشینPropatagium: از کتف تا مچ
  2. بال‌پوست بازویی Brachiopatagium: از انگشت چهارم تا پاها.
  3. بال‌پوست دُمی  cruropatagium یا Uropatagium: بین پاها